# クパーラ

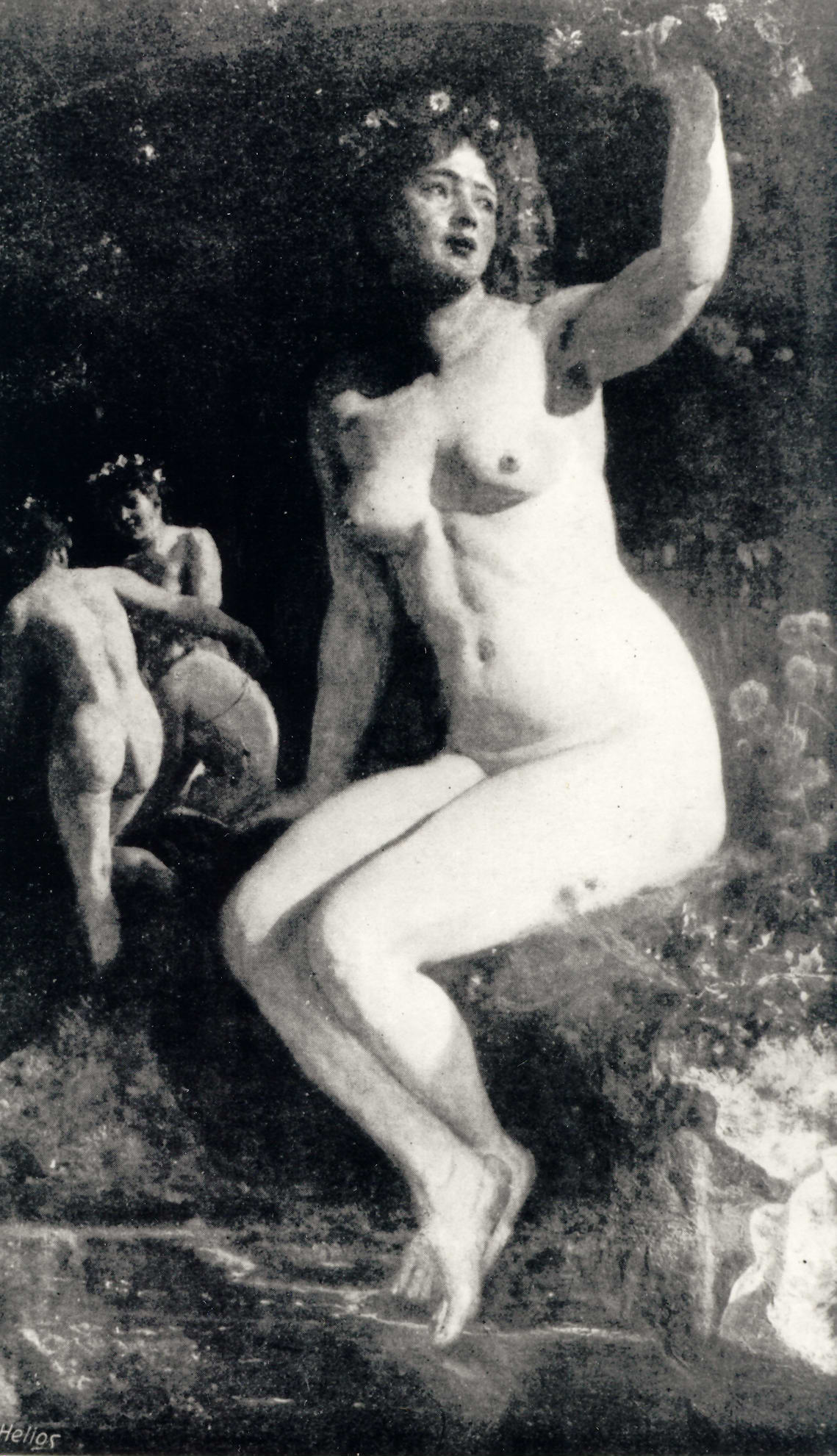
「クパーラ」ヴォイチェフ・ゲルソン、1892

クパーラ（ロシア語: Купала, ウクライナ語: Купало, ベラルーシ語: Купала, ポーランド語: Kupała）とは、スラヴ神話の神格の一つで、「歓喜」を象徴する。

## 語源
水浴するという意味の動詞「クパーチ」に由来する。6月に催されるクパーラ崇拝の祭りで、人々は河で水浴びをし、露で身体を洗ったという。

## 信仰
クパーラの信仰はかなり広範囲に及ぶ。古代のスラヴには水を崇拝する風習が根強くあり、聖なる泉に生贄を捧げたり、水に赦しを請う儀式などが行われてきた。クパーラの祭りは6月に催され、人々は沐浴し、花冠を水中に投じるなどしてクパーラへの信仰を表現した。祭りの聖夜には神聖な火が焚かれ、それには災厄を浄化する効能があった。火の回りには花冠を頭に飾った若い娘達が集って踊り、ホロヴォージェと呼ばれる踊りの輪を形成した。クパーラの信仰は、水への信仰のみならず、火への信仰とも密接に結びついていた。

## クパーラの偶像
発見、出土したクパーラの偶像は、女性の服を纏い、リボンや首飾りなどの女性的な装身具を身に付けている。多くは藁を素材とし、木製の腕をつけている。
儀式の間、偶像は一本の「聖木」の下にずっと置かれる。聖木の前で、人々はニワトリを生贄として捧げる。「聖木」には白樺を用いることが多く、一度切り倒した上で再び地面に固定するという特徴がある。儀式が終わった夜、偶像は水中に沈められるか、火で燃やされるかして処分される。聖木を調達し、固定する作業は女性のみの手で行われた。男性が聖木に接触する事は御法度となっていた。

## 各地のクパーラ祭り
↓(ロシア語の「クパーラ(＝クパーラ祭り)」は、ほとんどの場合「イワン・クパーラの略」の意味で用いられ、本項の神話学との関連の意味で日常使いされることはまずありません。この名称の祭りの本来の詳細は「イワン・クパーラ」の他、「夏至祭」「聖ヨハネの日」「聖ヨハネの前夜祭」なども参照。(2023年7月))
2023年には、7月6日ベラルーシのトゥーラウでクパーラ祭りが行われ、7月10ロシア極東部のウラジオストクでも開催され、また7月9日には日本の神奈川県川崎市営稲田公園でウクライナの夏祭り「クパーラ祭」が開催されたなどの報告が出ている。

## 文学
↓(ロシア語の「クパーラ(＝クパーラ祭り)」は、ほとんどの場合「イワン・クパーラの略」の意味で用いられ、本項の神話学との関連の意味で日常使いされることはまずありません。(2023年7月))
ニコライ・ゴーゴリ著『ディカーニカ近郷夜話』には「イワン・クパーラの前夜」（1830年）があり、ウクライナでのクパーラ祭を背景としている。